# Cleistogenes hancei
Cleistogenes hancei är en gräsart som beskrevs av Yi Li Keng. Cleistogenes hancei ingår i släktet Cleistogenes, och familjen gräs. Inga underarter finns listade i Catalogue of Life.